# East Midlands
East Midlands, på svenska ibland även Östra Midlands, är en av Englands nio regioner. Regionen hade 4 811 065 invånare år 2019 och har Nottingham som administrativt centrum. Den omfattar grevskapen Derbyshire, Leicestershire, Rutland, Northamptonshire, Nottinghamshire och den del av Lincolnshire som inte tillhör enhetskommunerna (unitary authorities) North Lincolnshire och North East Lincolnshire. De tre stora städerna Nottingham, Derby och Leicester är enhetskommuner och därmed administrativt fristående från sina respektive grevskap.
East Midlands utgjorde en valkrets vid valen till Europaparlamentet.
Fotbollslag i de högre divisionerna från området är Leicester City (Premier League), Derby County FC (Football League Championship), Northampton Town FC (Football League Two), Lincoln City FC (Football League One), Notts County FC (Vanarama Premier League) och Nottingham Forest FC (Football League Championship).